# میرکوه علیا
میرکوه علیا یا میرکوه سلطان، روستایی از توابع بخش مرکزی شهرستان سرآب در استان آذربایجان شرقی ایران است.

## جمعیت
این روستا در دهستان رازلیق قرار دارد و براساس سرشماری مرکز آمار ایران در سال ۱۳۸۵، جمعیت آن ۲۰۸ نفر (۳۷ خانوار) بوده‌است.